# Multimodal kommunikation
Multimodal kommunikation er et begreb, der betegner skabelse af mening gennem kombination af to eller flere medier, materialer og tegnsystemer, der konstant ændrer sig afhængigt af vores sociale interaktion. 
Betydningen af multimodal kommunikation er, at vi i vores kommunikation med hinanden bruger en række tegnsystemer og koder, der kombineres og interagerer med hinanden. Ud over det, vi siger med ord, bruger vi blikke, lyde, kropssprog og berøring i vores kommunikation. Konceptet er også knyttet til forskellige udtryksformer som musik, kunst og fotografi. Uddannelses- og undervisningsformål, multimodal kommunikation bruges til at kombinere forskellige informationskanaler i et uddannelsesmæssigt formål. Det kan for eksempel handle om, hvordan læreren og eleverne kombinerer talesprog, fagter, tekst og billede i en undervisningssituation, og hvordan disse forskellige tegnsystemer har forskellige funktioner i udformningen af det specifikke vidensområde, der er i fokus. De digitale værktøjer skaber også interaktion gennem kommunikativ udveksling mellem aktørerne, hvor det giver mulighed for at sammen konstruere den løbende gensidige kommunikation.
Multimodal kommunikation handler også om at kombinere forskellige måder at kommunikere på, men også om, hvordan disse måder kombineres. Ikke alene forstærker de hinanden, de kan også supplere hinanden eller forholde sig hierarkisk til hinanden.  Med andre ord er multimodal kommunikation handlingen med at sige ting på flere måder på flere måder i flere sammenhænge, og hvor betydningen af et budskab skabes på et eller flere kommunikationsstadier.